# L'As de pique (bande dessinée italienne)
Pour les articles homonymes, voir As de pique (homonymie).
L'As de pique (italien : Asso di picche) est une série de bande dessinée italienne créée par le scénariste Alberto Ongaro et les dessinateurs Hugo Pratt et Mario Faustinelli. Ses dix-huit récits ont été publiés dans les 20 numéros du périodique Asso di picche édité par Uragano Comics entre 1945 à 1949. Un 19e épisode resté inédit jusque là a été publié dans Sgt. Kirk en 1974.
Inspirée par les récits de héros masqués américains comme Le Fantôme ou Le Spirit, cette série met en scène le journaliste Gary Peters qui, costumé et accompagné de son acolyte chinois Wang, combat le crime à San Francisco.
Giorgio Bellavitis, Paolo Campini, Roy D'Amy et Ivo Pavone ont participé aux crayonnés de la série. Son unique édition française date de 1982 chez Les Humanoïdes associés.

## Liste des épisodes
1. L'As de pique
2. Le repaire de la Panthère
3. Les tombeaux des Mogols
4. La cité interdite
5. Les rebelles de la montagne
6. La fin de la Panthère
7. Aventure à Shanghaï
8. L'or
9. Le Club des 5
10. Rapsodie tragique
11. La caméra secrète
12. Une tragique nuit de Noël
13. Du sang à Cuba
14. La fin du Club des 5
15. Aventure à Venise
16. La lumière de Koh-I-Noor
17. S.O.S. Svalbard
18. L'eau lourde
19. Mort des dieux